# 李明 (1975年)
李明（1975年5月4日—），山东青岛人，中国前足球运动员，司职后卫，曾经入选过中国国家队。由于足坛同一时期还有一位李明，所以他常被称为“小李明”以示区别。

## 生平
1990年进入山东青年队。1994年进入山东鲁能泰山，并长期担任主力。
1995年进入中国国奥队，不过最终这届国奥以0-3负于韩国冲击奥运会失败，李明则是该场比赛的主力后卫，成为赛后被批评的对象之一。
2000年他曾被米卢蒂诺维奇召入中国国家队，不过之后却因为被山东鲁能泰山队内处罚而被迫离开了国家队。
2003年李明以自由转会加盟上海国际，凭借在后卫线上的出色表现又重新进入国家队，但是不久却在比赛中连续出现失误，而被俱乐部彻底放弃，甚至传出了打假球的传闻。
2006年李明应以前国际队友申思的邀请加盟甲级联赛上海群英，是球员兼助理教练。
2012年春节后因假球事件被捕。北京时间3月23日，各大媒体纷纷报道了前国脚申思、祁宏、江津以及小李明等人确认被捕的消息。据悉，4人被起诉的罪名为非国家工作人员受贿罪，而来自《华商晨报》的消息称，在这起受贿案中，4人一共收受了800万人民币。在2003年末代甲A收官战的一场比赛中，夺冠大热门上海国际主场1：2负于天津泰达在赛后引起了轩然大波。多年以后，在中国足坛“反赌扫黑”的大背景下，这场所谓的“假球”也重新回到了公众的视野中，而当时效力于上海国际的4名队员申思、祁宏、江津以及小李明被认为参与了那场所谓的“假球”。据《华商晨报》的记者透露，在那场充满戏剧性的比赛结束后，江津、祁宏、申思和小李明等4人，每人从一名神秘男子处收了200万元。如今申思、祁宏等人被捕，正是因为直接参与了那场“假球”原因，至于那位神秘男子，据透露也已经被另案处理。